# Joan Badóa
Joan Badóa, né à Salses (Pyrénées-Orientales) en 1870 et mort en 1945 à Banyuls-Sur-Mer, est un poète français d'expression catalane.

## Biographie
Commandant dans l'armée française, il vit le plus souvent à Paris. Il est l'auteur de poésies parues en revues et deux anthologies de poésies : Rialles (1906) et De Nostra Terra (1906). Il écrit également sous le pseudonyme de Joan de la Sanya.

## Œuvres
- (ca) Joan de la Sanya (pseudonyme), Rialles d'en... fetes a grisenca vila en dies de sol, Perpinyà, Impr d'En Barrière, 1906, 22 p. (lire en ligne).
- (ca) De nostra terra : poesíes, Perpinyà, Imprempta d'En Barrière y Cia, 1906, 31 p. (lire en ligne).